# Jazz thing
Jazz thing ist eine deutsche Jazz-Zeitschrift, die seit November 1993 fünfmal jährlich erscheint (November/Dezember/Januar, Februar/März, April/Mai, Juni/Juli/August, September/Oktober) und in Deutschland, Österreich, der Schweiz und den Niederlanden vertrieben wird. Mit einer Druckauflage von 26.000 Exemplaren ist es das auflagenstärkste Jazzperiodikum im deutschsprachigen Raum.
Gründer, Verlagsleiter und Chefredakteur ist Axel Stinshoff. Sitz der Zeitschrift ist Köln-Sülz.
Die Artikel und Rezensionen beschäftigen sich nicht nur mit dem „klassischen“ Jazz der afro-amerikanischen Tradition, sondern auch mit europäischen Jazz-Ausprägungen oder Stilen wie Blues, Soul, Weltmusik und jazzbeeinflusster Hip-Hop- und Club-Musik. Das zuvor beigelegte Magazin Blue rhythm ist seit Ausgabe 80 integraler Bestandteil von Jazz thing.
Einen großen Raum nimmt die Vorstellung von Musikern, insbesondere jungen Talenten, aus den deutschsprachigen Ländern ein. Um jungen Musikern ohne Plattenvertrag eine Plattform zu geben, hat Jazz thing Anfang 2004 gemeinsam mit dem Kölner Label Double Moon das Nachwuchsförderprojekt „Jazz thing Next Generation“ ins Leben gerufen. Parallel zu den Heften erscheint jeweils eine CD mit einem Act aus Deutschland, Österreich oder der Schweiz, die im Heft ausführlich vorgestellt wird. Acts wie Frederik Köster, Tim Allhoff, Cyminology, Charlotte Greve/Lisbeth Quartet und Max Frankl wurden von renommierten Labels unter Vertrag genommen und veröffentlichten Folge-CDs. Als Medienpartner für Compilation-CDs ging Jazz thing außerdem Kooperationen mit verschiedenen Jazz-Labels und -Vertrieben aus Deutschland, Europa und den USA ein (u. a. Palmetto, Warner, Verve, Unit Records, TCB Records, ACT, Enja).
Die zugehörige Webseite ergänzt und aktualisiert das Angebot mit eigenen Inhalten, wie aktuellen News, Tournee- und Festivaldaten, TV- und Radioprogramm, dem auf Youtube gehosteten von Stephan Faber verantworteten Kanal JAZZthing.tv und einem Online-Radiokanal auf laut.fm. Auf byte.fm präsentiert Redaktionsmitglied Götz Bühler im Rahmen der Sendung Mixtape einmal im Monat sonntags aktuelle Redaktionsfavoriten. Eine englischsprachige Version der Sendung publiziert er auf onejazz.net.
Als Herausgeber und Chefredakteur in Personalunion fungiert Axel Stinshoff. Er produziert die Zeitschrift gemeinsam mit einem Team aus freien Musikjournalisten.